# Шарлейка
Шарлейка (пол. Szarlejka) — село в Польщі, у гміні Вренчиця-Велька Клобуцького повіту Сілезького воєводства.
Населення — 1011 осіб (2011).

## Демографія
Демографічна структура станом на 31 березня 2011 року:
|          | Загалом | Допрацездатний вік | Працездатний вік | Постпрацездатний вік |
| -------- | ------- | ------------------ | ---------------- | -------------------- |
| Чоловіки | 511     | 109                | 355              | 47                   |
| Жінки    | 500     | 71                 | 309              | 120                  |
| Разом    | 1011    | 180                | 664              | 167                  |